# Lynchia amamiensis
Lynchia amamiensis är en tvåvingeart som beskrevs av Mogi 1977. Lynchia amamiensis ingår i släktet Lynchia och familjen lusflugor. Inga underarter finns listade i Catalogue of Life.